# Hidrografia Germaniei
Rețeaua hidrografică a Germaniei este formată mai ales din râuri și fluvii, dintre care cele mai importante sunt Rinul (germană: Rhein, cu cei doi afluenți mai importanți Main și Neckar), Ruhr, Dunărea (Donau), Weser, Elba (Elbe) și Odra (Oder).  
Cel mai mare lac din Germania este Lacul Constanța (germană: Bodensee); el formează o parte din granița naturală dintre Germania și Elveția.